# Carl G. Möllerberg
Carl Gustav Möllerberg, född 16 juli 1925 i Malakoff, Frankrike, död 1983, var en svenskt arkitekt. 
Möllerberg, som var son till skulptören Nils Möllerberg och Inga Hellman, avlade studentexamen i Stockholm 1944, utexaminerades från Kungliga Tekniska högskolan 1950 och studerade vid Kungliga Konsthögskolan 1952–1956. Han anställdes som arkitekt på Sture Fröléns arkitektkontor 1950, på Hakon Ahlbergs arkitektkontor 1953 och var en av chefsarkitekterna där från 1955. Han utförde där bland annat stadsplaner, tjänstebostäder för LKAB i Kiruna, generalplan för Norrköpings lasarett samt planer för lasaretten i Jönköping och Halmstad. I början av 1970-talet övertog han företaget tillsammans med arkitekt Erik John.